# Савойское (Роменский район)
Савойское (укр. Савойське) — село,
Перекрестовский сельский совет,
Роменский район,
Сумская область,
Украина.
Код КОАТУУ — 5924187109. Население по переписи 2001 года составляло 10 человек .

## Географическое положение
Село Савойское находится в 3-х км от правого берега реки Бобрик.
На расстоянии до 2-х км расположены сёла Маляровщина, Бобрик, Новокалиновка, Левондовка и Алексеевка.
По селу протекает пересыхающий ручей с запрудой.